# María de la Concepción y Bellonio Pignatelli de Aragon

Stemma dei duchi di Solferino

María de la Concepción y Bellonio Pignatelli de Aragon (Madrid, 4 luglio 1824 – 27 giugno 1859) è stata una nobildonna spagnola e IX duchessa di Solferino.

## Biografia
Era figlia di Juan María Pignatelli de Aragón e Wall e di Adelaide Bellonio e Maroni.
Fu, oltre a duchessa di Solferino, XII contessa del castello di Centelles, X marchesa di Coscojuela de Fantova, due volte Grande di Spagna, signora di diverse baronie, principessa di Castiglione e del Sacro Romano Impero, parente della Casa Gonzaga di Mantova.

## Discendenza
Sposò a Madrid il 4 luglio 1849 Benito de Llanza y de Esquivel ed ebbero sette figli:
- María Eugenia (1852-?), sposò Pedro de Martorell y Squella
- María Cristina (1853-?), sposò Santiago de Ezquerra y Tejada
- Maria Isabel (1850-1860)
- Francisca de Asís
- Juan (1859-1860)
- Mariano de la Concepción (1857-1860)
- Manuel (1857-1927), X duca di Solferino